# Natale reggaeton
Natale reggaeton è il singolo di debutto del cantante italiano Baz e della RDS Christmas Band, pubblicato il 29 novembre 2019.

## Descrizione
Il singolo è stato pubblicato per promuovere Save the Children.

## Tracce
1. Natale reggaeton – 2:57